# Gran domèstic
El gran domèstic (grec medieval: μέγας δομέστικος, mégas doméstikos) fou un alt càrrec militar de l'Imperi Romà d'Orient entre el segle xi i el segle xv. Els homes que l'ocupaven eren els comandants en cap de l'exèrcit romà d'Orient, just per sota de l'emperador. Evolucionà a partir de l'anterior càrrec de domèstic de les escoles i es convertí en un dels títols més preeminents de l'Imperi Romà d'Orient durant els últims segles de la seva història. L'Imperi de Trebisonda i l'Imperi Serbi del segle xiv també adoptaren aquest càrrec.